# Tweede inauguratie van Donald Trump
De inauguratie van Donald Trump als 47e president van de Verenigde Staten vond plaats op maandag 20 januari 2025 in de rotunda van het Capitool in de hoofdstad Washington D.C. Het was Trumps tweede inauguratie als president en de 60e inauguratie van een Amerikaanse president. J.D. Vance werd beëdigd als de 50e vice-president van de Verenigde Staten.

## Programma
Het evenement omvatte een beëdigingsceremonie, een ondertekeningsceremonie, een lunch, een doorlichting, een processie en een parade. Op verschillende locaties werden voor en na de openingsceremonie openingsbals gehouden. Door het koude weer werden buiten geen activiteiten georganiseerd. Zo ging onder meer de parade door in het sportstadion Capital One Arena, in plaats van zoals gebruikelijk in de straten van Washington D.C.
Naast aftredend president Joe Biden waren ook de oud-presidenten Bill Clinton, George W. Bush en Barak Obama aanwezig bij de eedaflegging. Opvallende figuren uit de techwereld die een ereplaats kregen, waren Elon Musk (Tesla, SpaceX, X), Jeff Bezos (Amazon, Blue Origin), Mark Zuckerberg (Facebook) en Shou Zi Chew (TikTok). Verschillende Democratische leden van het 119e Amerikaans Congres besloten daarentegen om de inauguratie van Trump te boycotten.

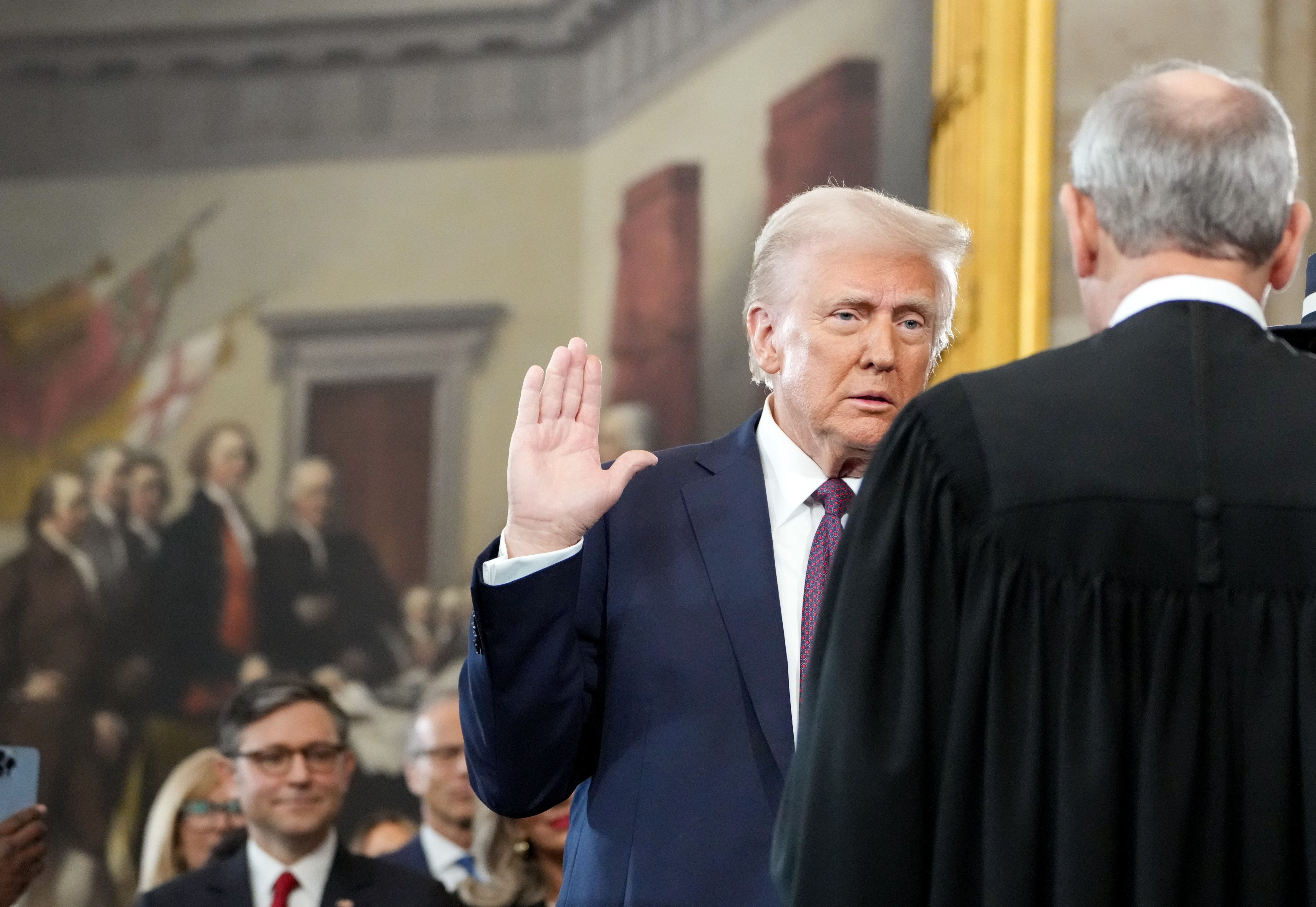
Eedaflegging Trump
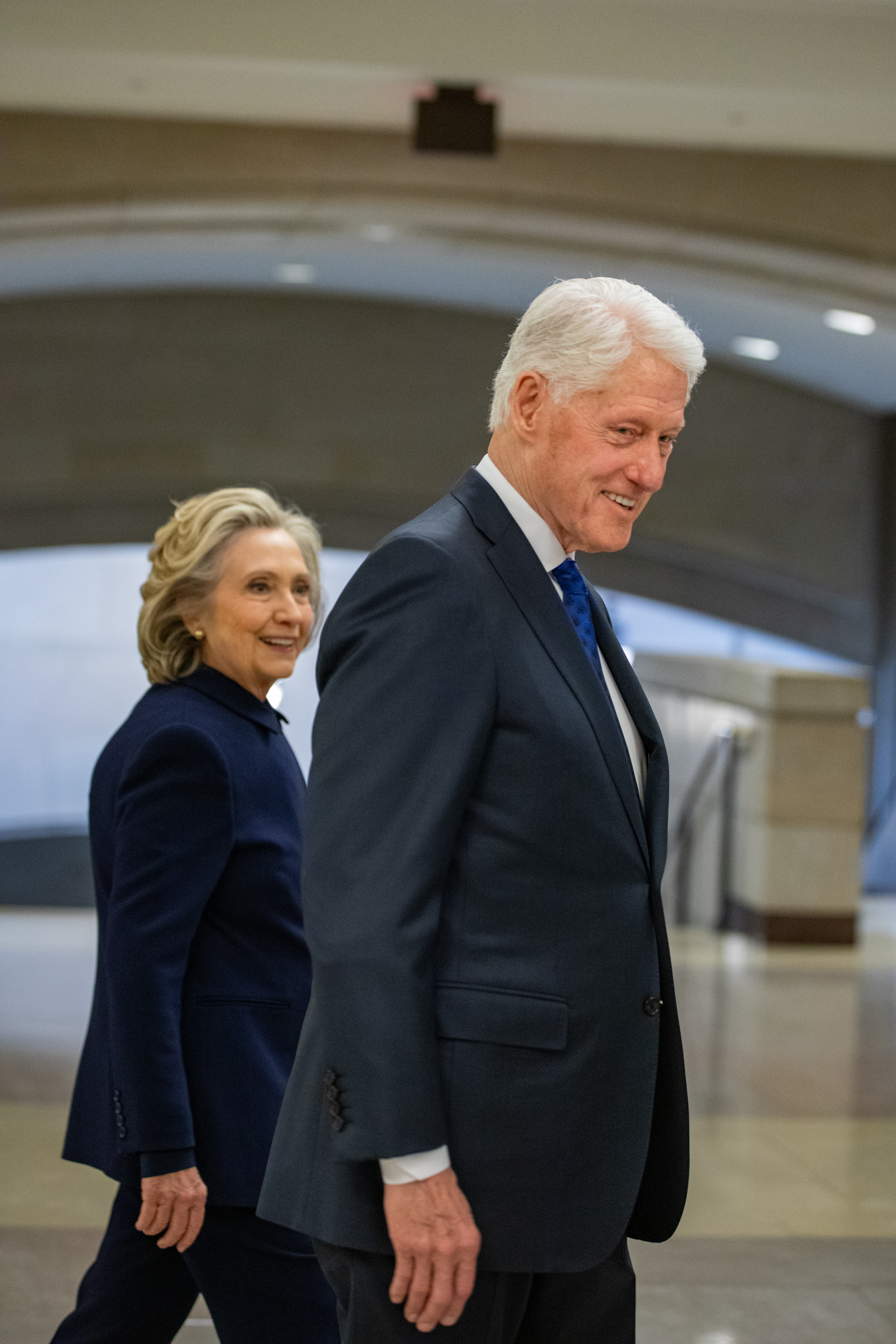
oud-president Bill Clinton
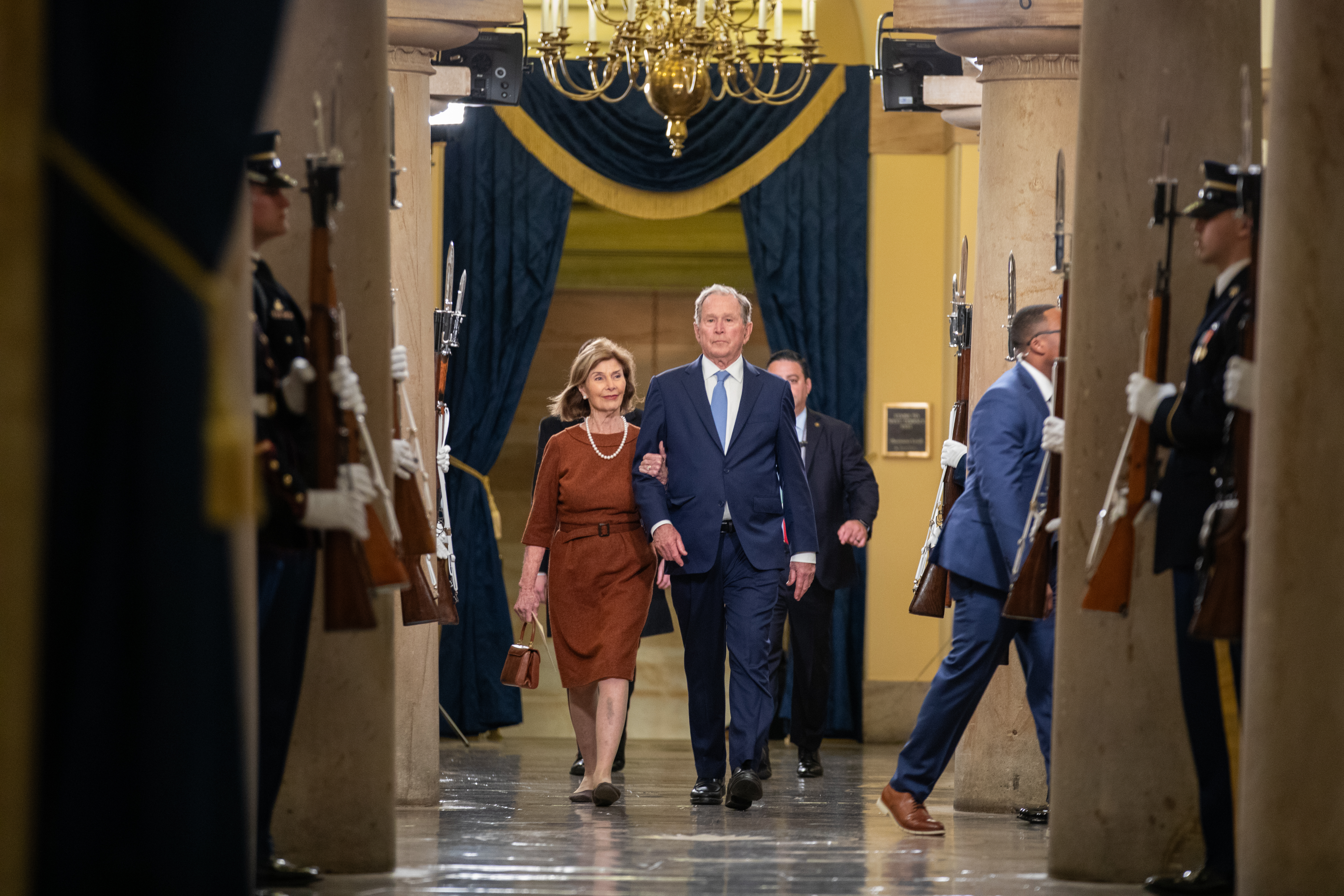
oud-president George W. Bush
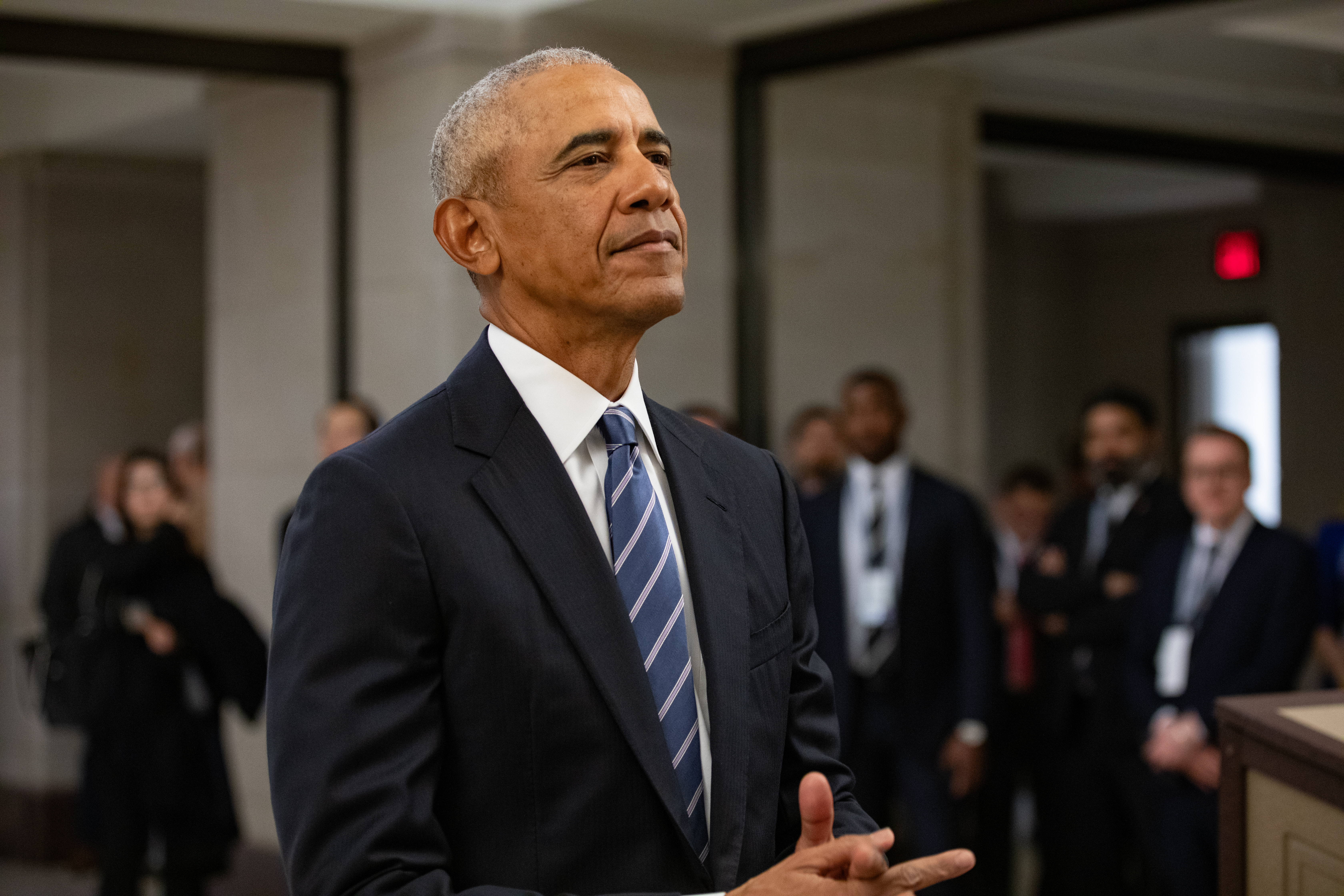
oud-president Barack Obama
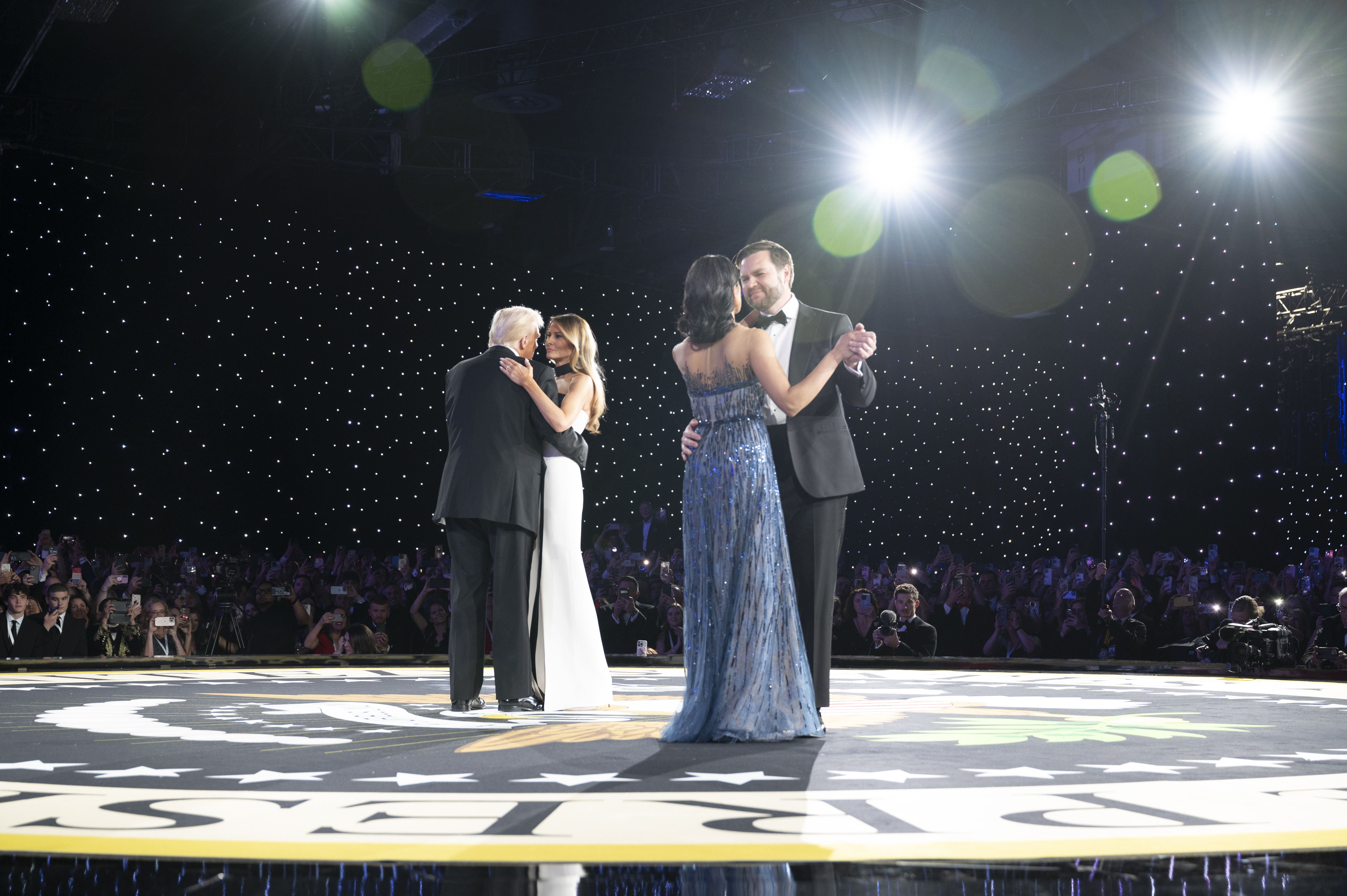
inauguratie-bal